# Le Mur (Tchekhov)
Pour les articles homonymes, voir Mur (homonymie).
Le Mur (en russe : Стена, Stena) est une nouvelle d’Anton Tchekhov, parue en 1885.

## Historique
Le Mur est initialement publié dans la revue russe Les Éclats, no 38, du 21 septembre 1885, sous le pseudonyme A.Tchekhonte. 

## Résumé
Maslov fait antichambre chez le propriétaire Boukine pour une place de régisseur. Après avoir passé le barrage de Jean le valet, il peut enfin rencontrer Boukine qui le reçoit cordialement et lui présente sa propriété dans la province d’Orel. Boukine lui avoue ne rien connaître de sa propriété. Après avoir annoncé le salaire de mille roubles par an et les avantages, nourri, logé et une grande liberté de décision, il lui parle de la seule chose importante à ses yeux, à savoir que son futur régisseur ne devra pas lui voler plus de mille roubles par an. En effet, le dernier régisseur lui avait volé cinq mille roubles par an : c’était trop.
Maslov est outré que l’on puisse le comparer à un fripon et il quitte Boukine sur le champ. Boukine explique ensuite à sa fille pourquoi il n’engage jamais de personnes honnêtes. En effet, soit ces gens ne connaissent pas leur affaire, soit ce sont des aventuriers et, s’il leur prend de voler, ils voleront tout au lieu d’un peu.
Son problème est que Maslov est le cinquième honnête homme qu’il rencontre et qu'il n'en a toujours pas vu de malhonnête.

## Édition française
- Le Mur, dans Œuvres de A. Tchekhov 1885, traduit par Madeleine Durand et Edouard Parayre, Les Editeurs Français Réunis, 1955, numéro d’éditeur 431.